# Synolabus nigripes
Synolabus nigripes es una especie de coleóptero de la familia Attelabidae.

## Distribución geográfica
Habita en Canadá y Estados Unidos.